# Opobo
Opobo és un estat tradicional del sud de Nigèria que fou fundat el 1870. Una part de l'estat tradicional d'Opobo és en l'actualitat la LGA d'Ikot-Abasi, a l'estat d'Akwa Ibom, al sud de Nigèria.

## Història
Opobo està situat a l'est del regne de Bonny. Els ibanis són el clan ijaw que hi ha als dos regnes.
El 1870, Jubo Jubogha ("Ja-Ja"), un antic esclau igbo que liderava la casa d'Anna Pepple de Bonny, va emigrar a Opobo des d'aquesta ciutat perquè la seva casa estava en disputes amb el cap de Bonny, Oko Jumbo, que era el líder de la família rival Manilla Pepple. A Opobo, "Ja-Ja" fou acollit pel rei andoni, el rei Kpokpo i va formar el que ell va anomenar Regne d'Opobo, prenent el nom de l'antic rei Pepple de Bonny, Amanyanabo Opubo "Pepple" Perekule el Gran.
Jubo Jubogha va fer que Opobo comerciés amb els europeus, a qui venia oli de palma. Va convertir la ciutat d'Opobo en un port comercial. Jubogha mai va restar en pau amb els igbos ngwes que eren els seus veïns del nord i amb els annangs i els ibibios, que tenia a l'est. Això va provocar la guerra Ikot Udo Obong entre Opobo i els annangs i els ibunos. El 1887, quan va anar a negociar amb la reina britànica aquesta el va enviar a l'exili a Saint Vincent i les Grenadines, al Carib.

## Reis
Els reis d'Opobo han estat:
| Inici               | Fí                   | Rei                                                         |
| ------------------- | -------------------- | ----------------------------------------------------------- |
| 25 December 1870    | September 1887       | Jubo Jubogha "Jaja I" (abans de 1821 - després de 1891)     |
| September 1887      | 1891                 | Perekule (cap del Consell de Caps)                          |
| 1891                | 1893                 | "Cookey Gam" (agent polític)                                |
| 1893                | 12 October 1915      | Obiesigha Jaja II (Frederick Sunday)                        |
| 1916                | 1936                 | Dipiri (Arthur Mac Pepple)                                  |
| 1936                | 1942                 | Sodienye Jaja III (1st time) (Douglas Mac Pepple) (d. 1980) |
| 1942                | 1946                 | Stephen Ubogu Jaja IV (acting)                              |
| 1952                | 31 de Juliol de 1980 | Sodienye Jaja III (2nd time) (Douglas Mac Pepple)           |
| 1980                | 2002                 | Vacant                                                      |
| 1 d'Octubre de 2002 |                      | Daneson Douglas Jaja V (b. 1947)                            |